# Seznam kulturních památek v Kalku
Tento seznam nemovitých kulturních památek v obci Kalek v okrese Chomutov vychází z  Ústředního seznamu kulturních památek ČR, který na základě zákona č. 20/1987 Sb., o státní památkové péči, vede Národní památkový ústav jako ústřední organizace státní památkové péče. Údaje jsou průběžně upřesňovány, přesto mohou obsahovat i řadu věcných a formálních chyb a nepřesností či být neaktuální. 
Pokud byly některé části dotčeného území vyčleněny do samostatných seznamů, měly by být odkazy na tyto dílčí seznamy uvedeny v úvodu tohoto seznamu nebo v úvodu příslušné sekce seznamu.

## Kalek
|  |  | Hledat fotografie a kategorie ve Wikimedia Commons podle rejstříkového čísla památky | Nahrát snímek k tomuto tématu do úložiště Wikimedia Commons |  |

|  |  | Hledat fotografie a kategorie ve Wikimedia Commons podle rejstříkového čísla památky | Nahrát snímek k tomuto tématu do úložiště Wikimedia Commons |  |

|  |  | Hledat fotografie a kategorie ve Wikimedia Commons podle rejstříkového čísla památky | Nahrát snímek k tomuto tématu do úložiště Wikimedia Commons |  |

|  |  | Hledat fotografie a kategorie ve Wikimedia Commons podle rejstříkového čísla památky | Nahrát snímek k tomuto tématu do úložiště Wikimedia Commons |  |

|  |  | Hledat fotografie a kategorie ve Wikimedia Commons podle rejstříkového čísla památky | Nahrát snímek k tomuto tématu do úložiště Wikimedia Commons |  |

|  |  | Hledat fotografie a kategorie ve Wikimedia Commons podle rejstříkového čísla památky | Nahrát snímek k tomuto tématu do úložiště Wikimedia Commons |  |

|  |  | Hledat fotografie a kategorie ve Wikimedia Commons podle rejstříkového čísla památky | Nahrát snímek k tomuto tématu do úložiště Wikimedia Commons |  |

|  |  | Hledat fotografie a kategorie ve Wikimedia Commons podle rejstříkového čísla památky | Nahrát snímek k tomuto tématu do úložiště Wikimedia Commons |  |

|  |  | Hledat fotografie a kategorie ve Wikimedia Commons podle rejstříkového čísla památky | Nahrát snímek k tomuto tématu do úložiště Wikimedia Commons |  |

|  |  | Hledat fotografie a kategorie ve Wikimedia Commons podle rejstříkového čísla památky | Nahrát snímek k tomuto tématu do úložiště Wikimedia Commons |  |

|  | Kategorie „Church of Saint Wenceslaus (Kalek) “ na Wikimedia Commons | Hledat fotografie a kategorie ve Wikimedia Commons podle rejstříkového čísla památky | Nahrát snímek k tomuto tématu do úložiště Wikimedia Commons |  |

## Načetín
| Památka                    | Fotografie        | Rejstříkové číslo v ÚSKP                                                             | Sídelní útvar                                               | Poloha                                          | Popis a poznámky |
| -------------------------- | ----------------- | ------------------------------------------------------------------------------------ | ----------------------------------------------------------- | ----------------------------------------------- | --- |
| Usedlost čp. 1 (Q30895526) | \| \| \| \| \| \| | 46279/5-545 Pam. katalog MIS                                                         | Načetín                                                     | Načetín 1 50°34′16,6″ s. š., 13°17′47,65″ v. d. | Venkovská usedlost. Objekt je v přízemí zděný a v patře hrázděný. Přední štít je pobíjený šindelem v klasovité skladbě. Zadní štít včetně hrázdění kryjí šablony střešní krytiny. Okna v přízemí jsou segmentově sklenuta. Do domu se vstupuje z ulice v střední ose průčelí. Poznámka: MonumNet uváděl část obce Jindřichova Ves, ale sídelní útvar Načetín, parcelní číslo neuváděl. Domy Načetín čp. 1 a Jindřichova Ves čp. 1 se nacházejí asi 100 metrů od sebe. V Památkovém katalogu je uveden, zobrazen a zaměřen dům Načetín čp. 1, tj. adresa v MonumNetu je chybná. Památkově chráněno od 17. prosince 1963. |
|                            |                   | Hledat fotografie a kategorie ve Wikimedia Commons podle rejstříkového čísla památky | Nahrát snímek k tomuto tématu do úložiště Wikimedia Commons |                                                 | |

## Jindřichova Ves
| Památka                    | Fotografie        | Rejstříkové číslo v ÚSKP                                                             | Sídelní útvar                                               | Poloha                                                      | Popis a poznámky |
| -------------------------- | ----------------- | ------------------------------------------------------------------------------------ | ----------------------------------------------------------- | ----------------------------------------------------------- | --- |
| Usedlost če. 7 (Q37324099) | \| \| \| \| \| \| | 54143/5-546 Pam. katalog MIS                                                         | Jindřichova Ves                                             | Jindřichova Ves če. 7 50°34′11,51″ s. š., 13°17′52,7″ v. d. | Venkovská usedlost. Hlavní objekt usedlosti má podobu přízemní stavby s hrázděným štítem. Druhý štít je jen zděný. Později se k hmotě domu přistavělo zádveří s druhotně uplatněnými dveřmi. Střešní krytinu tvoří vláknocementové šablony s lemy. Poznámka: MonumNet uváděl část obce Jindřichova Ves, ale sídelní útvar Načetín, parcelní číslo neuváděl. Původně uváděno v MonumNetu a evidenčním listu jako čp. 8, u fotografií je uvedeno původní čp. 9. V roce 2009 ochrana zrušena z důvodu neexistence objektu, v roce 2018 oznámena existence objektu. Památkově chráněno od 17. prosince 1963. |
|                            |                   | Hledat fotografie a kategorie ve Wikimedia Commons podle rejstříkového čísla památky | Nahrát snímek k tomuto tématu do úložiště Wikimedia Commons |                                                             | |